# Elisa G. Nicora
Elisa G. Nicora  (Buenos Aires, 1912 - 6 de febrer de 2001) va ser una botànica i agrostòloga argentina.

## Biografia
Estudià a la facultat de "Ciencias Exactas, Físicas y Naturales" de la Universitat de Buenos Aires (UBA). Deixeble de Lorenzo R. Parodi, es va especialitzar en gramínies de Sud-amèrica, amb èmfasi en les comercials, i la seva primera publicació sobre el gènere Eragrostis va ser ja el 1938. Començà a treballar a la universitat de Buenos Aires, però ben aviat es traslladà a l'Institut de Botànica Darwinion, de San Isidro (Buenos Aires). A l'Institut va ser botànica auxiliar de la revista Darwiniana als anys 40 i investigà especialment els gèneres Gallardoa (Malpighiaceae) i Scleranthus (Caryophyllaceae).
El 1945 va fundar la "Sociedad Argentina de Botánica" juntament amb Ángel Lulio Cabrera, amb qui inicià una llarga col·laboració. En els anys 60 tornà a Buenos Aires, per treballar com a ajudant de Parodi, i feu de conservadora de l'Herbario Gaspar Xuarez de la UBA. El 1974 tornà al Darwinion, on investigà per compte del CONICET ("Consejo Nacional para la Investigación en Ciencia y Tecnología"), fins a la jubilació.
Molta part de la seva tasca consistí en la millora dels herbaris de les dues institucions on col·laborà, i hom li reconegué l'habilitat a reconèixer espècimens florals. El 1978 publicà un volum sencer sobre gramínies per al projecte Flora Patagonica, però fou autora de moltes altres obres tècniques. S'ha destacat el seu interès pel treball de camp i la recol·lecció d'exemplars, fins i tot en àrees tan remotes com el sud de la Patagònia, i es considera que al llarg de la vida reuní 10.400 mostres vegetals.

### Honors

#### Epònims
En el seu honor s'anomenà el gènere Nicoraepoa i diverses espècies nicorae, com la Tripogon nicorae Rúgolo & A.S.Vega 2004
Hi ha 181 registres IPNI de les seves identificacions i classificacions de noves espècies, que habitualment publicava a: Boissiera; Boletín de la Sociedad Argentina de Botánica; Flora Patagonica; Dominguezia; Darwiniana; Kurtziana; Hickenia; Revista Argentina de Agronomía; Flora Ilustrada de Entre Rios (Argentina)

## Algunes publicacions
- Cabrera, AL; Cámara Hernández, J; Caro JA; Covas G; Fabris H; [Hunziker J; Nicora E, Rúgolo Z; Sánchez E, Torres M. 1970. «Gramineae, parte general.» Flora de la Provincia de Buenos Aires: Gramíneas Colección Científica del INTA. Tomo IV, parte II, 1-18
- Nicora, EG; ZE Rúgolo. 1981. Catabrosa Pal. de Beauv. y Phippsia R.Brown (Gramineae) en América del Sur. En: Darwiniana : Revista del Instituto de Botánica Darwinion. Buenos Aires : Academia Nacional de Ciencias Exactas, Físicas y Naturales, Tomo 23 (1): 179-188
- Nicora, EG; ZE Rúgolo. 1981. Los Géneros sudamericanos afines a Briza L. (Gramineae). En: Darwiniana : Revista del Instituto de Botánica Darwinion. Buenos Aires : Academia Nacional de Ciencias Exactas, Físicas y Naturales, Tomo 23 (1) 279-309
- 1998. Una nueva especie de Melica (Gramineae). Kurtziana 26 : 361
- Giussani, LM; EG Nicora, FA Roig. 2000. Poa durifolia y su relación con el patrónfenético de Poa sección Dioicopoa (Poaceae). Darwiniana 2000, 38 [fecha de consulta: 18 de junio de 2009] en línea[Enllaç no actiu] ISSN 0011-6793
- Nicora, EG. 1999. Synopsis of the genus Puccinellia (Poaceae, Pooideae, Poeae) in Argentina, Bolivia, Chile and Uruguay. Darwiniana 37(3-4): 301-314

### Llibres
- Nicora, Elisa G. Flora Patagonica Parte 3: "Gramineae".  Buenos Aires: INTA, 1978 (Flora Patagonica, 3; Coleccion Cientifica del INTA, 8-3).
- Nicora, EG; ZE Rúgolo. 1992. Los Géneros de Gramíneas de América Austral. Ed. Hemisferio Sur. 611 pp. ISBN 9505043902
- Zuloaga, FO; EG Nicora; ZE Rugolo; O Morrone; J Pensiero; AM Cialdella. 1994. Catálogo de la familia Poaceae en la República Argentina. Ed. Missouri Botanical Garden. 178 pp.